# Goalpara
Goalpara (en asamés: গোৱালপাৰা ) es una localidad de la India, centro administrativo del distrito de Goalpara, estado de Assam.

## Geografía
Se encuentra a una altitud de 41 m s. n. m. a 141 km de la capital estatal, Dispur, en la zona horaria UTC +5:30.

## Demografía
Según estimación 2010 contaba con una población de 53 151 habitantes.